# زاپلیس (شهرستان زدونسکا وولا)
زاپلیس (به لهستانی:  Zapolice) یک روستا در لهستان است که در گمینا زاپلیس واقع شده‌است. زاپلیس ۷۳۰ نفر جمعیت دارد.